# Ditassa anderssonii
Ditassa anderssonii là một loài thực vật có hoa trong họ La bố ma. Loài này được Morillo mô tả khoa học đầu tiên năm 1994.